# 犀苦
犀苦（?—?），烧当羌部落首领，东号的儿子。

## 生平
107年，汉朝征发羌人屯戍西域，羌人不满，大举逃亡。犀苦与哥哥麻奴与本部一同西行出塞。121年，烧当羌的忍良等人，不满护羌校尉马贤对麻奴、犀苦兄弟的待遇，率部落侵犯湟中、金城郡。八月，又进攻武威。马贤招抚引诱，烧当羌的部族大量投降，迫使麻奴、犀苦南返湟中。122年，马贤追击麻奴、犀苦至湟中，大败羌军，麻奴困窘，率部投降汉阳郡太守耿种。124年，麻奴去世，犀苦继位。